# Melbeta
Melbeta – wieś w Stanach Zjednoczonych, w stanie Nebraska, w hrabstwie Scotts Bluff.